# سپه یالار سراسب
بنای سپه یالار سراسب مربوط به دوره صفوی است و در شهرستان نور، بخش بلده، دهستان شیخ فضل ا، روستای سراسب واقع شده و این اثر در تاریخ ۲۶ اسفند ۱۳۸۶ با شمارهٔ ثبت ۲۱۹۵۷ به‌عنوان یکی از آثار ملی ایران به ثبت رسیده است.